# Sao bari
Sao bari là các sao có phổ từ G đến K,, có phổ cho thấy sự dư thừa của các nguyên tố quá trình s bởi sự hiện diện của bari bị ion hóa đơn, Ba hóa trị II, ở bước sóng λ 455,4. Các ngôi sao bari cũng cho thấy các đặc tính phổ tăng cường của carbon, các dải của các phân tử CH, CN và C <sub id="mwEA">2</sub>. Lớp sao này ban đầu đượcWilliam P. Bidelman và Philip Keenan  công nhận và định nghĩa. Lúc đầu sau khi phát hiện ra, chúng được cho là những sao khổng lồ đỏ, nhưng cùng một chữ ký hóa học cũng đã được quan sát thấy trong các ngôi sao dãy chính .
Các nghiên cứu quan sát về vận tốc hướng tâm của chúng cho thấy rằng tất cả các sao bari đều là sao đôi. Quan sát trong tia cực tím bằng cách sử dụng thám hiểm tia cực tím quốc tế đã phát hiện ra có sao lùn trắng trong một số hệ sao bari.
Các ngôi sao bari được cho là kết quả của sự chuyển giao khối lượng trong một hệ sao đôi. Sự chuyển giao hàng loạt xảy ra khi ngôi sao khổng lồ được quan sát hiện đang ở trên dãy chính. Người bạn đồng hành của nó, ngôi sao tài trợ, là một ngôi sao carbon trên nhánh khổng lồ không triệu chứng (AGB), và đã sản xuất các nguyên tố carbon và s-process trong nội thất của nó. Những sản phẩm tổng hợp hạt nhân này được trộn lẫn bằng cách đối lưu với bề mặt của nó. Một số vấn đề đó đã "làm ô nhiễm" các lớp bề mặt của ngôi sao theo trình tự chính khi ngôi sao của người hiến tặng bị mất khối lượng vào cuối quá trình tiến hóa AGB và sau đó nó đã tiến hóa thành sao lùn trắng. Các hệ thống này đang được quan sát tại một khoảng thời gian không xác định sau sự kiện chuyển giao hàng loạt, khi ngôi sao tài trợ từ lâu đã là một sao lùn trắng. Tùy thuộc vào tính chất ban đầu của hệ sao đôi, ngôi sao bị ô nhiễm có thể được tìm thấy ở các giai đoạn tiến hóa khác nhau.